# Antoine Bauza
Antoine Bauza (* 25. srpna 1978) je jeden z nejoblíbenějších francouzských tvůrců her, známý např. oceněnými deskovými hrami 7 divů světa, Takenoko či Hanabi.

## Život
Narodil se 25. srpna 1978 do učitelské rodiny. V mládí se zajímal o hry na hrdiny a hraní na konzolích. Po maturitě odešel z Valencie do Grenoblu, aby zde studoval informatiku. Jeho sen o tom, že bude tvůrcem videoher v Japonsku, však nevyšel.
Začal se věnovat učitelské profesi, studoval Institut Universitaire de Formation des Maîtres a vedle toho vytvářel stolní hry. První prototypy vyráběl od roku 2003, v listopadu 2007 vyšla jeho první hra Chabyrinthe, následovaly Ghost Stories. Po prvních úspěších omezil učení na půl úvazku a v roce 2010, kdy vyšlo 7 divů světa, se zcela vzdal výuky a začal se věnovat hrám naplno. V roce 2012 vydal hru Hanabi, v roce 2014 variantu hry 7 divů světa v úpravě pro dva hráče Duel. Roku 2013 vyhrál cenu Spiel des Jahres v kategorii herních tvůrců.
K roku 2017 měl ženu a pětiletého syna Estebana.